# Slag bij Blair's Landing
De Slag bij Blair's Landing  vond plaats op 12 april en 13 april 1864 in Red River Parish Louisiana tijdens de Amerikaanse Burgeroorlog.
Na de Slag bij Pleasant Hill op 9 april 1864 marcheerde de Zuidelijke brigadegeneraal Thomas Green met zijn cavalerie naar Pleasant Hill Landing bij de Red River. Toen ze daar rond 16.00u op 12 april arriveerden, troffen ze beschadigde en aan de grond geraakte Noordelijke transportschepen en kanonneerboten aan. Deze bevatten nog voorraden en munitie voor het Noordelijke leger. Eenheden van de Noordelijke brigadegeneraal Thomas Kirby Smith, ondersteund door enkele kanonneerboten, beschermden de schepen. De Zuidelijken zetten de aanval in. De Noordelijken verdedigden zich vanachter katoenbalen, graanzakken en andere obstakels. Green werd gedood. De Zuidelijke aanval werd afgeslagen. De zeewaardige transportschepen zetten hun tocht verder. Op 13 april raakten verschillende boten opnieuw vast. Ze werden onder vuur genomen door Zuidelijke eenheden onder leiding van brigadegeneraal St. John Richardson Liddell. Na een korte schermutseling bereikten de Noordelijke schepen Grand Ecore waar ze het Noordelijke leger onder leiding van generaal-majoor Nathaniel P. Banks de broodnodige voorraden en munitie leverden.